# Jacques-Étienne Bérard
Jacques-Étienne Bérard (Montpellier, 12 ottobre 1789 – Montpellier, 10 giugno 1869) è stato un fisico francese.
Nacque lo stesso anno e nella stessa città del filosofo Frédéric Bérard, col quale non va confuso.
Fisico minore, condusse studi e ricerche sul calore raggiante e sui gas.